# Tannet (król Paganu)
Tannet (birm. တန်နက် /tàɴ nɛʔ/; 859–904) – król z birmańskiej dynastii Pagan panujący w latach 876-904 po Chr.
Był synem króla Pyinbyi, założyciela Paganu. Tannet był dziadkiem ze strony ojca króla Anawrahty, założyciela Imperium Paganu. Król był znany z miłości do koni i uważano go za mistrza w jeździectwie. Został zamordowany przez swojego stajennego Sale Ngahkwe, który przejął po nim tron.
Kroniki birmańskie nie są zgodne co do dat związanych z jego życiem i panowaniem. Najstarsza z nich - Zatadawbon Yazawin – uważana jest za najdokładniejszą w odniesieniu do okresu królestwa Paganu. Poniższa tabela przedstawia daty zawarte w czterech głównych kronikach oraz daty podawane przez Hmannan Yazawin po ich korekcie uwzględniającej potwierdzoną przez inskrypcje datę wstąpienia na tron Anawrahty (1044 r.).
| Kronika                        | Lata życia | Wiek | Panowanie | Długość panowania |
| ------------------------------ | ---------- | ---- | --------- | ----------------- |
| Zatadawbon Yazawin             | 859–904    | 45   | 876–904   | 28                |
| Maha Yazawin                   | 841–876    | 35   | 858–876   | 18                |
| Yazawin Thit i Hmannan Yazawin | 851–906    | 55   | 878–906   | 28                |
| Hmannan (skorygowane)          | 879–934    | 55   | 906–934   | 28                |